# Partei des revolutionären Kommunismus
Die Partei des revolutionären Kommunismus (russisch Партия революционного коммунизма (ПРК) ‚Partija revoljuzionnogo kommunisma (PRK)‘) war eine politische Partei in Russland. Es wurde von einer Narodniki-Gruppe gebildet, die sich nach dem Aufstand der Linken Sozialrevolutionäre im Juli 1918 von den Linken Sozialrevolutionären losgesagt hatte. Im September 1918 konstituierten sie sich als Partei auf einem Kongress in Moskau. Die Partei befürwortete die Zusammenarbeit mit der Kommunistischen Partei Russlands (Bolschewiki) und versprach die Unterstützung der Sowjetmacht.
Die Partei veröffentlichte Воля Труда (Volya Truda, dt. Wille der Arbeit), die vom 14. September bis 4. Dezember 1918 als Tageszeitung veröffentlicht wurde. Vom 29. Dezember 1918 wurde die Tageszeitung durch eine Zeitschrift mit dem gleichen Titel ersetzt.
Lenin empfanden ihr Programm als auf der Basis des Utopismus der Narodniki verblieben, wirr und vielseitig. Während die Partei anerkannte, dass die sowjetische Herrschaft Voraussetzungen für die Errichtung eines sozialistischen Systems schuf, bestritt sie die Notwendigkeit der proletarischen Diktatur während der Übergangszeit vom Kapitalismus zum Sozialismus. Während ihrer gesamten Existenz lösten sich einige ihrer Gruppen von der Partei. Einige von ihnen schlossen sich den Bolschewiki an (u. a. Andrej Kolegajew, Anastasia Bizenko, M. Dobrokhotov und andere), während andere bei den linken Sozialrevolutionären verblieben. Zwei Vertreter der PRK durften beratend, jedoch ohne Stimmen, am Zweiten Kongress der Komintern teilnehmen.
Im September 1920 beschloss die PRK nach der Entscheidung des Zweiten Weltkongresses der Komintern, dass es in jedem Land eine einzige kommunistische Partei geben solle, den Bolschewiki beizutreten. Im Oktober desselben Jahres erlaubte das Zentralkomitee der Bolschewiki den Beitritt der Mitglieder der ehemaligen PRK.